# Anna Joustra
Anna Joustra, (Oranjewoud, 24 september 1876 - Heerenveen, oktober 1962), was een impressionistisch kunstschilder. 
Ze werd geboren als dochter van Ytia Andreas Tjaarda en Tjerk Joustra. Tjerk exploiteerde het logement Heidewoud (later Hotel Tjaarda) voor zijn schoonvader Jan Tjaarda. In 1881 emigreerde het gezin naar Amerika. De familie keerde eind 1890 terug en vestigde zich in Het Meer (bij Heerenveen) bij de Veensluis. Anna schilderde in haar jeugd veel donkere stillevens en landschappen. Haar oudste werk is van rond de eeuwwisseling.  
Tot 1930 studeerde zij aan de Parijse kunstacademie nabij de Jardin du Luxembourg. Ze raakte beïnvloed door het werk van Pissaro, Gauguin en Cézanne. Van haar aanvankelijke romantisch realistisch werd haar stijl impressionistisch. 
Na de dood van haar ouders reisde ze regelmatig op en neer tussen Parijs, Brévannes en haar huis aan de Veensluis. Uit die tijd dateren de portretten van haar zusters Julia en Jacomina. In Oranjewoud bezocht ze regelmatig haar neef Adreas Tjaarda, de eigenaar van Hotel Tjaarda. In het tuinhuis achter het restaurant van haar zuster Julia in Poissons had zij een atelier. 
Anna Joustra werkte meest met olieverf op linnen, karton en board. De meeste van haar werken zijn niet gesigneerd. 
In 1938 vestigde zij zich definitief in Frankrijk. In 1954 nam ze haar intrek in Nieuw Friesburg aan de Burgemeester Falkenaweg in Heerenveen waar ze in oktober 1962 ongehuwd zou overlijden. Haar zuster Jacomina schonk meer dan twintig schilderijen aan de Oudheidkamer van Museum Willem van Haren. Tot de collectie behoren ook portretten van Julia en Jacomina.  
Voor de tentoonstelling ter gelegenheid van de officiële ingebruikname van het gerestaureerde café Feanslûs in 2012 stelde Museum Willem van Haren een groot deel van haar collectie schilderijen ter beschikking.